# Kol Israel

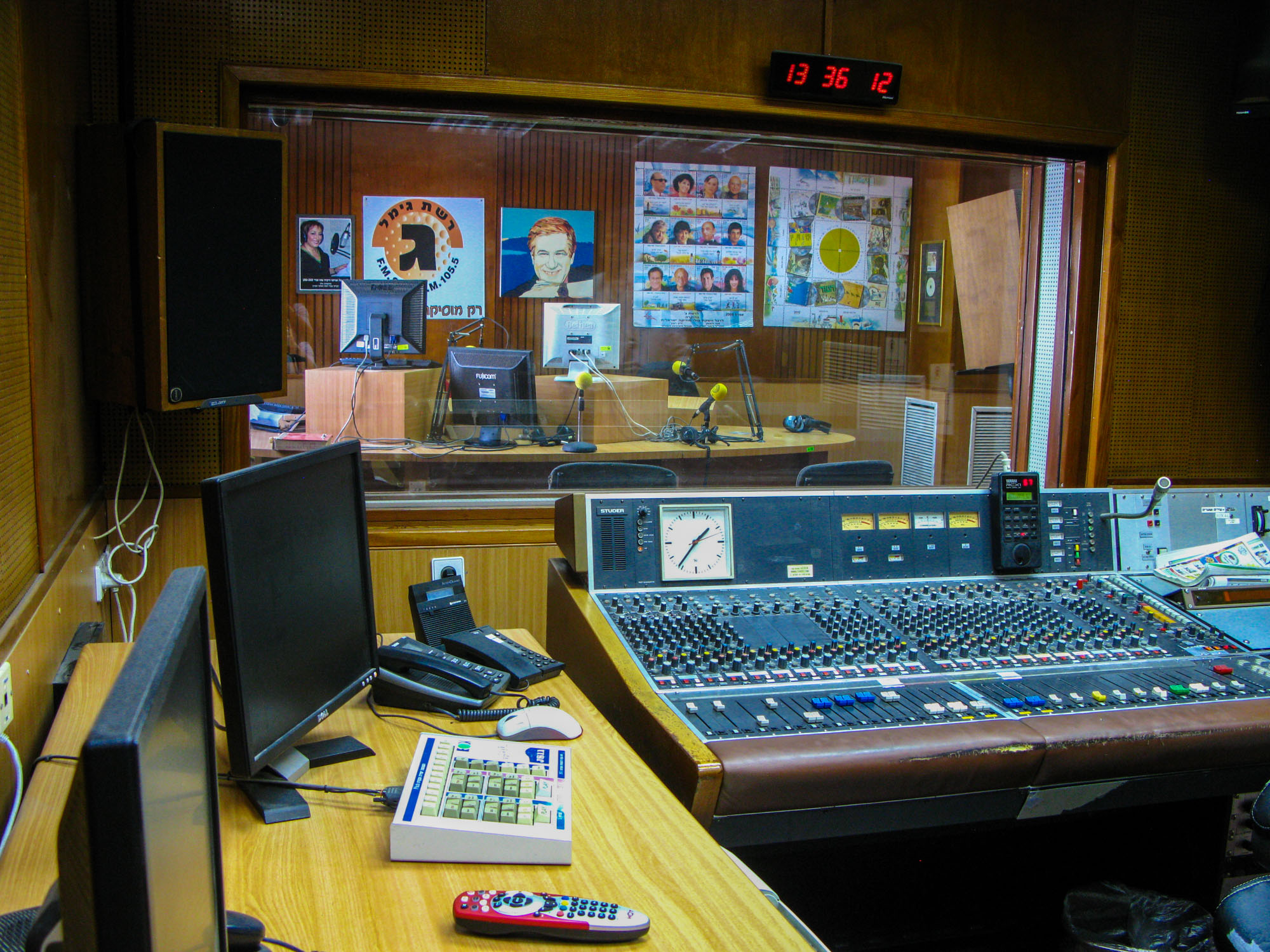

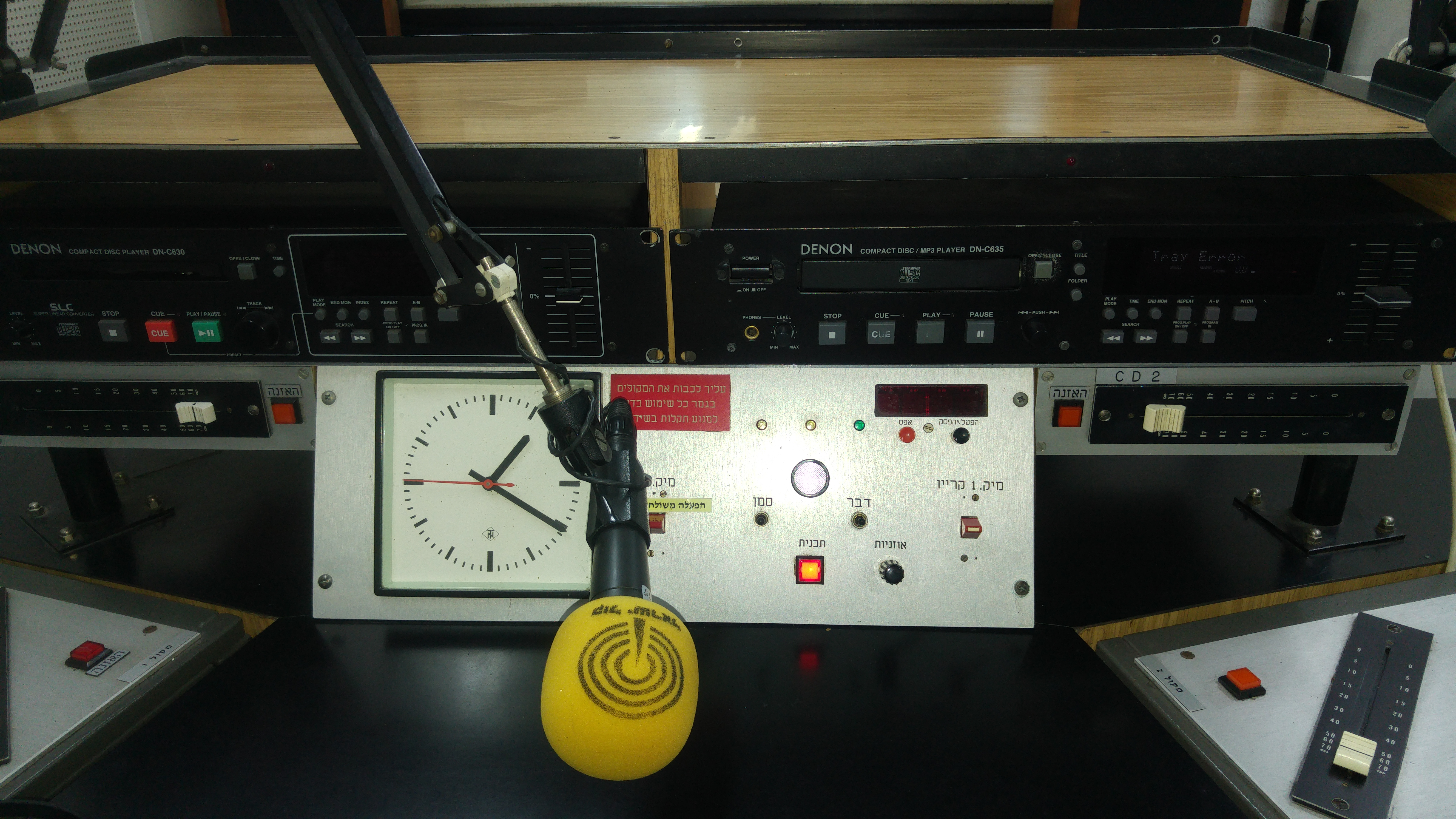

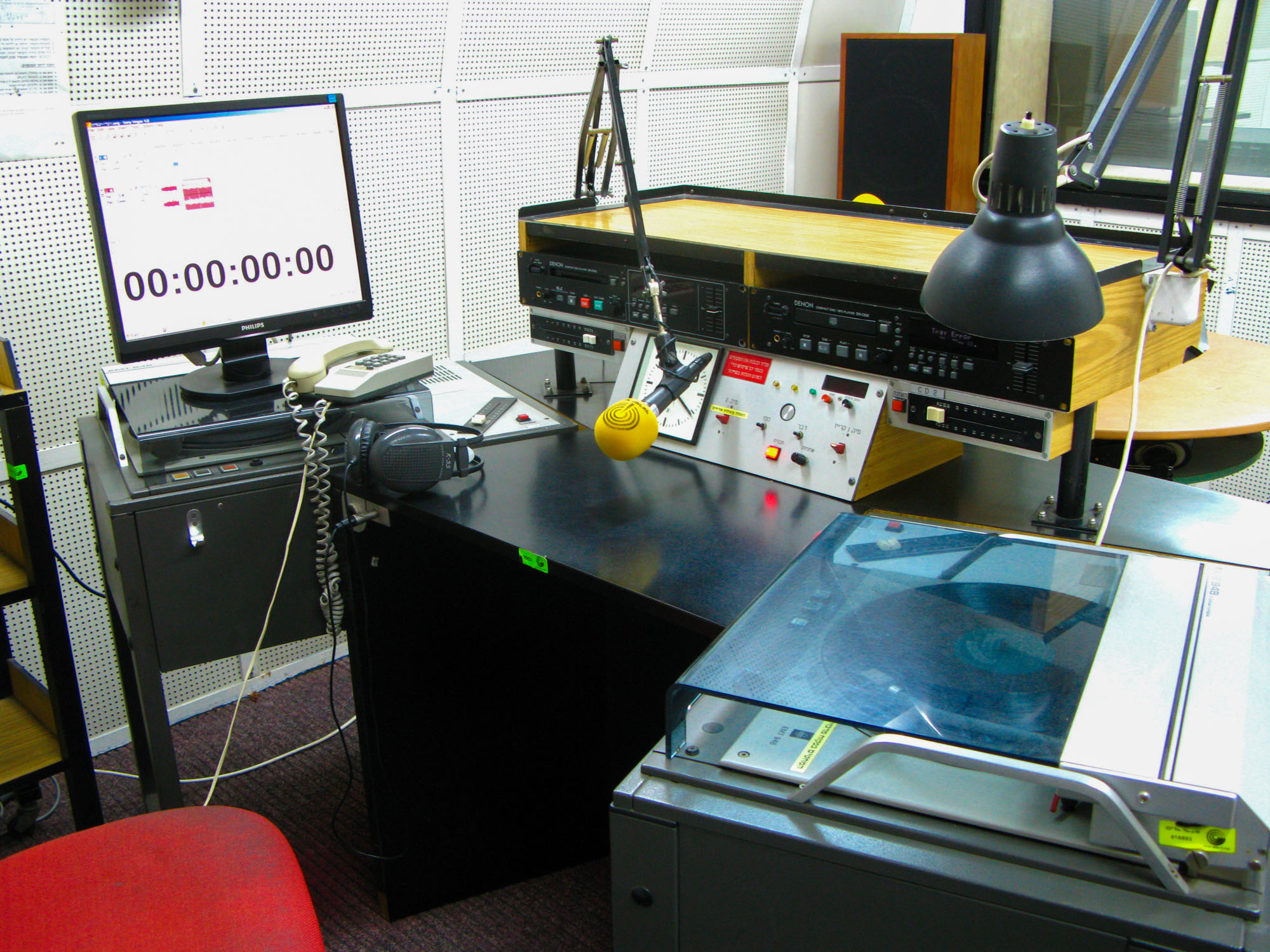

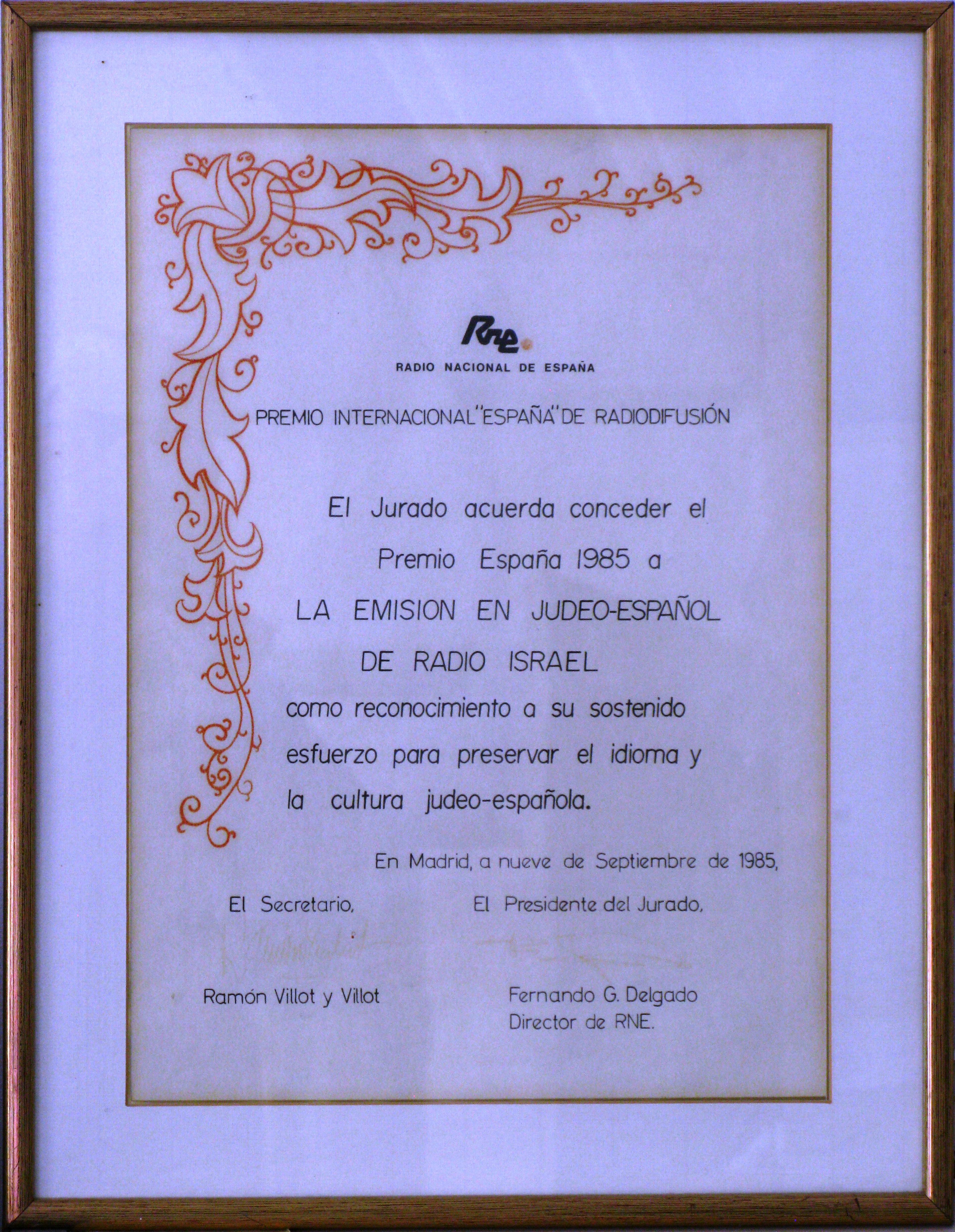

Kol Israel (La Voz de Israel) es el nombre de la radio pública israelí, que emitió servicios radiofónicos locales e internacionales.
Kol Israel empezó sus emisiones como radio local dependiente del Ministerio del Interior desde la independencia de Israel el 14 de mayo de 1948, el cual era responsable de las emisiones locales e internacionales. Después pasó a depender de la Oficina de Correos y Telégrafos para terminar al servicio de la Oficina del primer ministro.
La primera emisión fue la lectura de la Declaración de Independencia desde Tel Aviv de David Ben-Gurión, aunque los antecedentes más antiguos se remontan a 1940 cuando una de las emisoras de la resistencia se denominaba Kol Israel. Pero el nombre se cambió pronto, reservándolo para el día en que se alcanzase la independencia.
La estación de radio aprovechó las antiguas instalaciones de la Palestine Broadcasting Service, que había sido el medio oficial de las autoridades británicas en Palestina en 1936. El equipo directivo estaba compuesto tanto por antiguos integrantes del Palestine Broadcasting Service como por miembros que habían actuado en medios radiofónicos de la resistencia integrandos la Haganá.
Kol Israel fue pionera en el uso de las trasmisiones en Frecuencia Modulada. Durante los primeros años, las estaciones operaban desde Jerusalén, Tel Aviv y Haifa. la antigua Palestine Broadcasting Service tenía sus transmisores en Ramallah, pero habían quedado en el sector árabe bajo control jordano.
En marzo de 1950 comenzaron las emisiones internacionales bajo el nombre de Kol Zion La Golah por la Organización Sionista Mundial en cooperación con la Agencia Judía de Israel. En 1958 se fusionó el servicio internacional con el local con el nombre de Kol Israel. 
En 1965, la Autoridad de Radiodifusión de Israel, una entidad pública independiente recién creada, asumió el control y gestión de Kol Israel desde la Oficina del primer ministro, recuperando de nuevo su nombre en 1979.
Los canales de Kol Israel' incluyen:
- La Voz de Israel (REQA Israel Radio International):destinado a los inmigrantes en Israel, se emite en 13 idiomas. emite en inglés, francés, persa, ruso, ladino, español y otros.
- Reshet Alef: programa cultural y generalista con noticias en inglés.
- Reshet Beit.
- Reshet Gimel: música israelí.
- Reshet Dalet: emisora en árabe.
- Reshet Hei.
- 88 FM: música pop internacional.
- Kol Hamusika: música clásica europea.
- Reshet Moreshet: emisora religiosa.
- REQA.